# Przyjemność katastematyczna
Przyjemność katastematyczna – w epikureizmie: stała, organiczna przyjemność płynąca z poprawnych ruchów ustrojowych (prawidłowego ruchu atomów w organizmie człowieka). 
Przyjemność katastematyczna, zwana też spoczynkową lub homeostatyczną, jest naczelną wartością epikurejskiego systemu etycznego. Jest unikaniem bólu i choroby, autentyczną i najwyższą przyjemnością. Do zachowania w swoim ustroju takiej przyjemności ludzie dążą instynktownie. Przez epikurejczyków utożsamiana jest z ataraksją.